# Giba Assis Brasil
Gilberto José Pires de Assis Brasil, conhecido como Giba Assis Brasil (Porto Alegre, 5 de abril de 1957) é um professor, diretor, roteirista e montador de cinema e televisão brasileiro.

## Biografia
É filho de Gilberto José Dornelles de Assis Brasil e Maria Mercedes Pires de Assis Brasil. Formou-se em Jornalismo pela Faculdade de Comunicação da Universidade Federal do Rio Grande do Sul (UFRGS) em 1980. Foi um dos fundadores da Casa de Cinema de Porto Alegre, em 1987. Dirigiu, codirigiu ou foi assistente de direção em vários filmes, mas atua principalmente na montagem.
Assis Brasil dá aulas de roteiro no curso de Comunicação da UFRGS e no curso de Realização Audiovisual da Universidade do Vale do Rio dos Sinos (Unisinos). É desde 2004 membro do Conselho Superior de Cinema Brasileiro.

## Realizações[3]
Direção
- Deu pra Ti Anos 70 (1981, com Nelson Nadotti)
- Verdes Anos (1983, com Carlos Gerbase)
- Interlúdio (1983)
- Aqueles Dois (1984, assistente)
- O Mentiroso (1987, assistente)

Roteiro
- O Dia em que Dorival Encarou a Guarda (1986)
- Barbosa (1988)
- Tolerância (2000, com Carlos Gerbase)

Montagem
- Ilha das Flores (1989)
- Esta não é a sua vida (1991)
- Ângelo Anda Sumido (1997)
- O Sanduíche (2000)
- Tolerância (2000)
- Houve uma Vez Dois Verões (2002)
- O Homem que Copiava (2003)
- Meu Tio Matou um Cara (2004)
- Sal de Prata (2005, prêmio de melhor montagem no Festival de Gramado)
- Saneamento Básico, o Filme (2007)
- Nada Vai nos Separar (2009)[4]

## Ligação externa
- Giba Assis Brasil. no IMDb.